# Lytta rufula
Lytta rufula es una especie de coleóptero de la familia Meloidae.

## Distribución geográfica
Habita en Biskra Argelia.